# Аттилы
Аттилы (лат. Attila) — род воробьиных птиц из семейства тиранновых. Название рода присвоено в честь Аттилы.
Для своих размеров это хищные и агрессивные птицы. Имеют крупные головы и крюкообразные клювы.

## Список видов
В состав рода включают 7 видов:
- Attila bolivianus Lafresnaye, 1848 — Ржавчатый аттила
- Attila spadiceus (Gmelin, 1789) — Золотохвостый аттила
- Attila phoenicurus Pelzeln, 1868
- Attila rufus (Vieillot, 1819) — Сероголовый аттила
- Attila citriniventris Sclater, 1859 — Желтобрюхий аттила
- Attila cinnamomeus (Gmelin, 1789) — Коричневый аттила
- Attila torridus Sclater, 1860 — Охровый аттила